# Круговская волость (Клинский уезд)
Круговская волость — волость в составе Клинского уезда Московской губернии. Существовала до 1929 года. Центром волости было село Воздвиженское.
По данным 1919 года в Круговской волости было 27 сельсоветов: Бортницкий, Васильковский, Владимировский, Воздвиженский, Воловниковский, Высоковский, Глухинский, Гологузовский, Дурасовский, Жестоковский, Заточино-Степанковский, Игумновский, Китеневский, Комлевский, Копыловский, Коростский, Крутцевский, Крюковский, Некрасинский, Новоселковский, Овсянниковский, Подоркинский, Свитсуновский, Семчинский, Таксинский, Чернятинский и Шеверихинский.
В 1923 году были упразднены Бортницкий, Владимировский, Воловниковский, Высоковский, Гологузовский, Дурасовский, Жестоковский, Заточино-Степанковский, Игумновский, Комлевский, Копыловский, Коростский, Крутцевский, Крюковский, Некрасинский, Новоселковский, Овсянниковский, Подоркинский, Свитсуновский, Таксинский и Шеверихинский с/с.
В 1924 году Васильковский с/с был переименован в Подоркинский.
В 1925 году Подоркинский с/с был переименован в Васильковский, а Глухинский — в Высоковский.
В 1927 году Васильковский с/с был переименован в Подоркинский, а Высоковский — в Степанцевский.
В 1929 году Круговская волость включала 6 с/с: Воздвиженский, Китеневский, Подоркинский, Семчевский, Степанцевский и Чернятинский.
В ходе реформы административно-территориального деления СССР в 1929 году Круговская волость была упразднена.